# زهلده
زهلده (به آلمانی: Sehlde) یک شهر در آلمان است که در Wolfenbüttel واقع شده‌است. زهلده ۹۹۸ نفر جمعیت دارد.